# Anima trasmessa
Anima trasmessa è un film prodotto nel luglio 1916 dalla Volsca Films di Velletri. Regia di Carlo Simoneschi, con Lola Visconti Brignone.